# Arquebisbat de Sorrento-Castellammare di Stabia

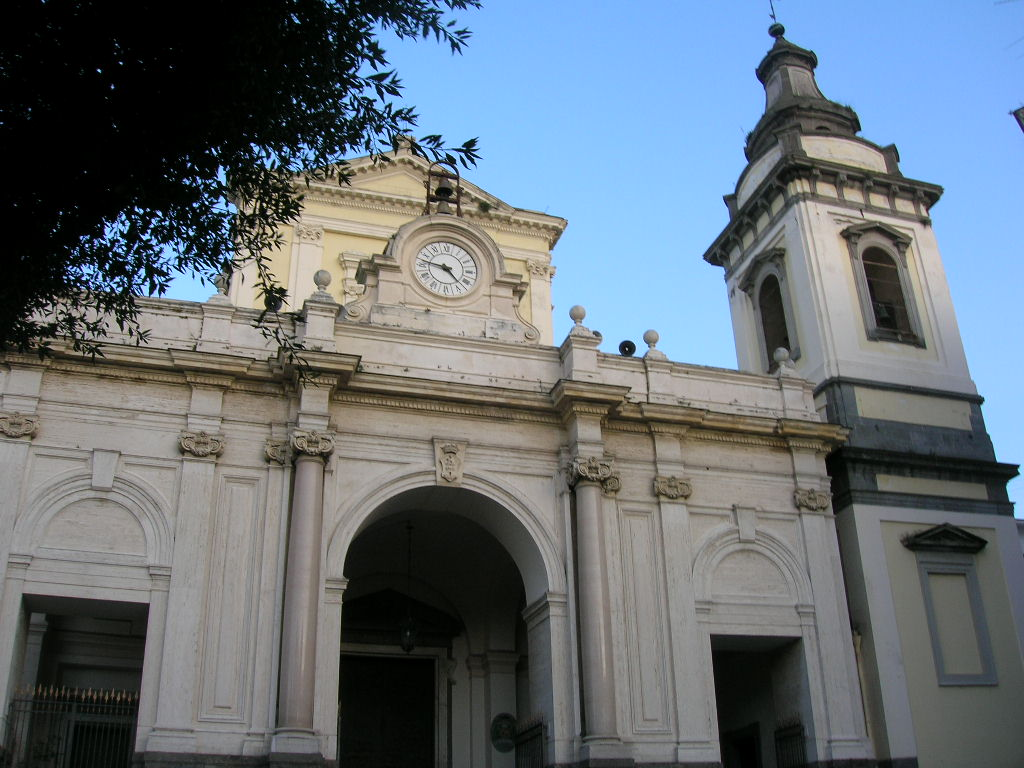
Façana de la cocatedral de Castellammare di Stabia.

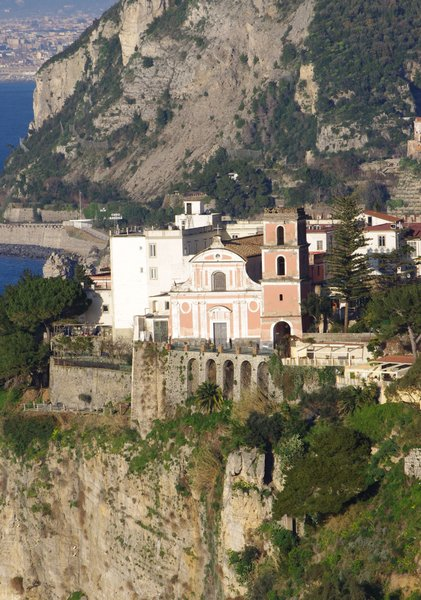
L'església de la Santissima Annunziata, ex catedral de la diòcesi de Vico Equense

L'arquebisbat de Sorrento-Castellammare di Stabia (italià: arcidiocesi di Sorrento-Castellammare di Stabia; llatí: Archidioecesis Surrentina-Castri Maris o Stabiensis) és una seu de l'Església catòlica, sufragània de l'arquebisbat de Nàpols, que pertany a la regió eclesiàstica Campània. El 2010 tenia 240.000 batejats d'un total de 240.900 habitants. Actualment està regida per l'arquebisbe Francesco Alfano.

## Territori
L'arxidiòcesi comprèn els municipis de Sorrento, Castellammare di Stabia, Anacapri, Capri, Casola di Napoli, Gragnano, Lettere, Massa Lubrense, Meta, Piano di Sorrento, Pimonte, Pompeia, Sant'Agnello, Sant'Antonio Abate, Santa Maria la Carità i Vico Equense.
La seu arxiepiscopal és la ciutat de Sorrento, on es troba la basílica catedral de Santi Filippo e Giacomo; a Castellammare di Stabia hi ha la cocatedral de Maria Santissima Assunta. A Vico Equense es troba l'antiga catedral de la Santissima Annunziata; i a Capri l'antiga catedral de Santo Stefano.
El seminari arxidiocesà té la seu a Vico Equense.
El territori està dividit en 87 parròquies.

## Història

### Seu de Sorrento
El primer bisbe de Sorrento que es coneix és Sant Renato, les relíquies del qual van ser traslladats a Angers al segle XIV per Robert d'Anjou (on s'identifica el sant de Sorrento amb un sant homònim bisbe d'Angers).
Al voltant del 968 el papa Joan XIII elevà Sorrento a la dignitat metropolitana. Se li van adjudicar tres diòcesis sufragànies: Massa Lubrense, Castellammare di Stabia i Vico Equense.
Després del concordat signat en 1818 entre la Santa Seu i Ferran de Borbó, amb la butlla De utiliori del Papa Pius VII van ser suprimides i unides a Sorrento les seus de Vico Equense, vacant des de 1799 (l'últim bisbe, Michele Natale s'havia unit a la República Partenopea i va morir al cadafal després de la restauració dels Borbons), Massa Lubrense i Capri. Amb aquestes disposicions Castellammare di Stabia va quedar com a única sufragània de Sorrento.
Sorrento va perdre dignitat metropolitana, mantenint però la dignitat d'arquebisbe, el 30 d'abril de 1979 sota la butlla Quamquam Ecclesia del Papa Joan Pau II. Juntament amb la seu sufragània de Castellammare di Stabia va esdevenir part de la província eclesiàstica de l'arxidiòcesi de Nàpols.

### Seu de Castellammare di Stabia
La presència d'una església paleocristiana a Stabia datada en el període comprès entre els segles II i IV ho demostra la troballa de restes arqueològiques a l'anomenada zona de cristians, sota la cocatedral de Maria Santissima Assunta: es tracta de llums amb símbols cristians, d'un peroné en ivori en el qual està gravada la representació d'una abraçada entre els apòstols Pere i Pau, sarcòfags i una rajola amb el monograma de Crist. El primer bisbe de Castellammare testificat per les fonts és Orso, citat en les actes d'un sínode celebrat a Roma el 499 presidit pel Papa Símmac. La relació de bisbes és extremadament incompleta fins al segle XIV: un dels pocs pastors dels orígens dels quals es transmet el nom és Sant Catelló, que va governar la diòcesi en els segles VII o IX.
La diòcesi va ser sufragània de Sorrento. El 27 de juny de 1818 el Papa Pius VII, sota la butlla De utiliori, va unir a Castellammare la suprimida diòcesi de Lettere: Bernardo della Torre, l'últim bisbe de Letere, va ser traslladat a la seu de Castellammare, durant molt de temps vacant.

### Seu de Sorrento-Castellammare di Stabia
El 30 de juliol de 1972 Raffaele Pellecchia, ja bisbe de Castellammare di Stabia, va succeir a Carlo Serena com a arquebisbe de Sorrento, unint així in persona episcopi les dues seus.
El 30 de setembre de 1986, en virtut del decret Instantibus votis de la Congregació per als Bisbes, la unió de la seu esdevingué completa i l'arxidiòcesi resultant va prendre el seu nom actual.

## Cronologia episcopal

### Seu de Sorrento
- Sant Renato † (424 - vers 450 mort)
- Sant Valerio † (citat el 453 aproximadament)
- Rosario † (citat el 499)
- Sant'Atanasio † (citat el 514)
- Giovanni † (inicis de 591 - vers 599/600 mort)
- Sant'Amando † (22 de març de 600 - 13 d'abril de 617 mort)
- Filippo † (vers 618 - 628 ?)
- Giacomo † (628 ? - 630 ?)
- Agapito † (citat el 645)
- San Bacolo † (citat el 660 aproximadament)
- Giaquinto † (citat el 842)[3]
- L... † (?)
- Stefano † (vers 871 - 872)
- N.N. † (? - 876)
- Leopardo † (vers 918)
- Sergio † (vers 980 - 990 nomenat arquebisbe de Nàpols)
- Maraldo † (vers 1005 - ?)
- Giovanni † (vers 1059 - 1071)
- Barbato † (vers 1106 - 1120)
- Orso † (1142 - ?)
- Giovanni † (? - 1147)
- Alferio † (1192 - 1238 mort)
- Pietro † (vers 1240 - ? mort)
- Pietro † (26 de març de 1252 - 1259 mort)
- Ludovico d'Alessandro † (1266 - 2 de desembre de 1266 mort)
- Pietro de Corneliaco, O.F.M. † (març de 1268 - ? mort)
- Giovanni Mastrogiudice † (22 de juny de 1278 - 1285 mort)
- Marco Mirabello † (25 de febrer de 1286 - 1305 mort)
- Francesco † (27 de febrer de 1306 - 1309 mort)
- Riccardo † (8 de juny de 1319 - 1320 mort)
- Matteo da Càpua, O.F.M. † (3 d'octubre de 1320 - vers 1332 mort)
- Pietro † (20 d'octubre de 1332 - vers 1341 mort)
- Andrea Sersale † (10 de març de 1341 - 1349 mort)
- Pietro † (23 de juny de 1348 - ? mort)
- Guglielmo d'Aleyrac † (17 de març de 1361 - ? mort)
- Francesco de Fulgineo, O.E.S.A. † (26 d'abril de 1374 - 1390 mort)
- Roberto Brancia † (9 de maig de 1390 - 5 de setembre de 1409 nomenat arquebisbe d'Amalfi)
- Angelo † (27 de març de 1410 - 19 de desembre de 1412 nomenat arquebisbe de Santa Severina)
- Bartolomeo de Miserata † (21 de desembre de 1412 - ? mort)
- Antonio Bretone † (18 d'abril de 1440 - 23 de juliol de 1442 nomenat bisbe d'Orange)
- Domizio Falangola † (17 d'octubre de 1442 - 8 de gener de 1470 mort)
- Scipione Cicinelli † (15 de gener de 1470 - 22 de març de 1474 nomenat bisbe de Tricarico)
- Giacomo de Sanctis † (22 de juny de 1474 - d'agost de 1479 mort)
- Nardo Mormile † (12 de maig de 1480 - 1493 mort)
- Menelao Gennari † (28 d'agost de 1493 - 1499 mort)
- Francisco de Remolins † (31 de març de 1501 - 5 de febrer de 1518 mort)
- Gilberto Remolón † (22 d'octubre de 1512 - 1525 mort)
- Filippo Strozzi, O.P. † (18 d'agost de 1525 - 20 de juny de 1530 renuncià)
- Florent Coquerelle † (20 de juny de 1530 - 1544 mort)
- Bernardino Silverj Piccolomini † (13 d'abril de 1545 - d'octubre de 1552 mort)
- Bartolomeo Albani † (22 d'octubre de 1552 - de maig de 1558 mort)
- Giulio Pavesi, O.P. † (20 de juliol de 1558 - 11 de febrer de 1571 mort)
- Lelio Brancaccio † (20 de juny de 1571 - 15 de novembre de 1574 nomenat arquebisbe de Tàrent)
- Giuseppe Donzelli, O.P. † (14 de juliol de 1574 - 22 d'abril de 1588 mort)
- Muzio Bongiovanni † (27 d'abril de 1588 - 27 de novembre de 1590 mort)
- Carlo Baldini † (18 de febrer de 1591 - de març de 1598 mort)
- Gerolamo Provenzale † (1 de juny de 1598 - 22 de març de 1612 mort)
- Giovanni Antonio Angrisani, C.R. † (4 de juny de 1612 - 29 d'agost de 1641 mort)
- Antonio del Pezzo † (27 de novembre de 1641 - 12 de març de 1659 mort)
- Paolo Suardo, C.O. † (10 de novembre de 1659 - 29 de juliol de 1679 mort)
- Diego Petra † (29 d'abril de 1680 - 1 de febrer de 1699 mort)
- Filippo Anastasio † (11 d'abril de 1699 - 13 de desembre de 1724 renuncià)
- Lodovico Agnello Anastasi † (20 de desembre de 1724 - 19 de febrer de 1758 mort)
- Giuseppe Sersale † (13 de març de 1758 - 10 de gener de 1759 mort)
- Silvestro Pepe † (4 d'abril de 1759 - 23 de juny de 1803 mort)
- Vincenzo Calà † (26 de juny de 1805 - 1 de maig de 1817 mort)
- Michele Spinelli, C.R. † (6 d'abril de 1818 - 23 d'octubre de 1824 mort)
- Gabriele Papa † (20 de desembre de 1824 - 22 d'abril de 1837 mort)
- Nicola Giuseppe Ugo † (18 de febrer de 1839 - 14 d'agost de 1843 mort)
- Domenico Silvestri † (17 de juny de 1844 - 15 de setembre de 1848 mort)
- Leone Ciampa, O.F.M.Disc. † (22 de desembre de 1848 - 9 de setembre de 1854 mort)
- Francesco Saverio Apuzzo † (23 de març de 1855 - 24 de novembre de 1871 nomenat arquebisbe de Càpua)
- Mariano Ricciardi † (24 de novembre de 1871 - 23 d'agost de 1876 mort)
- Leopoldo Ruggiero † (12 de març de 1877 - 11 de març de 1886 mort)
- Giuseppe Giustiniani † (7 de juny de 1886 - 2 de juliol de 1917 mort)
- Paolo Jacuzio † (9 de juliol de 1917 - 19 de maig de 1944 mort)
- Carlo Serena † (22 d'octubre de 1945 - 30 de juliol de 1972 mort)
- Raffaele Pellecchia † (30 de juliol de 1972 - 3 de maig de 1977 mort)
- Antonio Zama † (27 d'agost de 1977 - 30 de setembre de 1986 nomenat arquebisbe de Sorrento-Castellammare di Stabia)

### Seu de Castellammare di Stabia
- Orso † (citat el 499)
- Lorenzo † (27 de febrer de 600 - 26 de febrer de 612 mort)
- Lubenzio † (citat el 649)
- San Catello † (segle vii)
- Sergio †
- Stefano † (citat el 982 aproximadament)
- Cennamo † (citat al juliol de 1010)
- Gregorio † (citat el 1085)
- Gregorio † (citat el 1110)
- Sergio † (citat el 1120)
- Giovanni † (citat el 1140 aproximadament)
- Palmerio † (citat el 1196)
- Giovanni † (inicis de 1255 - 5 de desembre de 1266)
- Teobaldo, O.F.M. † (inicis de 1283 - 8 d'abril de 1295 nomenat bisbe de Terracina)
- Andrea † (citat el 1309)
- Pietro † (d'agost de 1315 - vers 1324 mort)
- Landolfo Caracciolo, O.F.M. † (21 d'agost de 1327 - 20 de setembre de 1331 nomenat bisbe d'Amalfi)
- Matteo d'Alagno † (24 de setembre de 1331 - ?)
- Paolo d'Aliano † (1362 - 1370 mort)
- Marino del Giudice † (18 de febrer de 1370 - 18 de maig de 1373 nomenat bisbe de Cassano allo Ionio)
- Ugo Terrissonio, O.P. † (8 d'agost de 1373 - vers 1380 deposat)
- Giuliano, O.F.M. † (vers 1380 - 28 de gener de 1388 nomenat bisbe de Nicastro)
- Gentile de Tufo † (25 de juny de 1392 - 1392 mort)
- Antonio Arcamone, O.P. † (13 de novembre de 1392 - 1399 mort)
- Giacomo Gallucci, O.P. † (30 de juliol de 1399 - 1402 mort)
- Marino di Sant'Agata † (3 de març de 1402 - 18 d'agost de 1402 nomenat bisbe de Terracina)
  - Sede vacante (1402-1421)
- Luigi Certa † (4 de juny de 1421 - 1443 mort)
- Felice Fajadelli, O.P. † (24 de desembre de 1444 - 1446 mort)
- Ludovico Certa † (1446 - 1447 mort)
- Nicola Anfora † (15 de maig de 1447 - 1496 mort)
- Antonio Flores † (26 d'agost de 1496 - 1510 mort)
- Pedro Flores † (29 de novembre de 1503 - 31 de gener de 1537 nomenat bisbe de Gaeta)
- Juan Fonseca † (27 d'abril de 1537 - setembre de 1559 mort)
- Antonio Lauro † (9 d'octubre de 1562 - 1577 mort)
- Ludovico Majorino † (10 de maig de 1581 - 1591 mort)
- Giovanni Trulles de Myra † (13 de setembre de 1591 - 11 de març de 1596 nomenat arquebisbe d'Acerenza e Matera)
- Vittorino Mansi † (1 de febrer de 1599 - 31 de juliol de 1600 renuncià)
- Jerónimo Bernardo de Quirós, O.Praem. † (15 de febrer de 1601 - 18 d'agost de 1604 nomenat bisbe de Pozzuoli)
- Ippolito Riva, C.R. † (31 d'agost de 1605 - 1627 mort)
- Annibale Mascambruno † (30 d'agost de 1627 - 1645 mort)
- Andrea Massa † (18 de setembre de 1645 - 25 de setembre de 1651 nomenat bisbe de Gallipoli)
- Clemente del Pezzo † (27 de novembre de 1651 - vers 15 de novembre de 1653 mort)
- Juan de Paredes, C.R.S.A. † (2 d'agost de 1655 - 17 d'abril de 1662 nomenat bisbe de Gaeta)
- Pietro Gambacorta, C.R. † (26 de juny de 1662 - 19 de gener de 1676 mort)
- Lorenzo Mayers Caramuel, O. de M. † (27 d'abril de 1676 - 18 d'abril de 1678 nomenat bisbe de Gaeta)
- Salvatore Scaglione, O.Carm. † (6 de juny de 1678 - 16 de juliol de 1680 mort)
- Francesco de Mandietta, O.SS.T † (12 de gener de 1682 - vers febrer de 1683 mort)
- Annibale de Petropaolo † (10 de gener de 1684 - 8 de setembre de 1705 mort)
  - Sede vacante (1705-1713)
- Biagio de Dura † (30 d'agost de 1713 - 2 de març de 1722 nomenat bisbe de Potenza)
- Pietro Savastano, O.F.M.Ref. † (23 de setembre de 1722 - agost de 1727[4] mort)
- Tommaso Di Grazia † (22 de desembre de 1727 - 2 de desembre de 1729 mort)
- Tommaso Falcoja, P.O. † (2 d'octubre de 1730 - 20 d'abril de 1743 mort)
- Pio Tommaso Milante † (15 de juliol de 1743 - 2 d'abril de 1749 mort)
- Giuseppe Coppola † (1 de desembre de 1749 - 30 de novembre de 1767 mort)
- Tommaso Mazza † (25 de gener de 1768 - 5 d'abril de 1787 mort)
  - Sede vacante (1787-1792)
- Ferdinando Crispo Doria † (27 de febrer de 1792 - 5 d'agost de 1800 mort)
  - Sede vacante (1800-1818)
- Bernardo Maria della Torre † (21 de desembre de 1818 - 28 de maig de 1820 mort)
- Francesco Colangelo, C.O. † (27 de juny de 1821 - 15 de gener de 1836 mort)
- Angelo Maria Scanzano † (19 de maig de 1837 - 6 de gener de 1849 mort)
- Francesco Petagna † (20 de maig de 1850 - 18 de desembre de 1878 mort)
- Vincenzo Maria Sarnelli † (28 de febrer de 1879 - 19 d'abril de 1897 nomenat arquebisbe de Nàpols)
- Michele de Jorio † (4 de febrer de 1898 - 1 de desembre de 1921 renuncià)
- Uberto Maria Fiodo † (24 d'abril de 1922 - 23 de desembre de 1923 renuncià)
- Pasquale Ragosta † (5 de maig de 1925 - 7 d'octubre de 1936 nomenat bisbe titular de Dioclea)
- Federico Emmanuel, S.D.B. † (12 de novembre de 1936 - 16 d'abril de 1952 jubilat)
- Agostino D'Arco † (16 d'abril de 1952 - 21 de setembre de 1966 mort)
  - Sede vacante (1966-1971)
- Raffaele Pellecchia † (28 de juny de 1971 - 3 de maig de 1977 mort)
- Antonio Zama † (27 d'agost de 1977 - 30 de setembre de 1986 nomenat arquebisbe de Sorrento-Castellammare di Stabia)

### Seu de Sorrento-Castellammare di Stabia
- Antonio Zama † (30 de setembre de 1986 - 7 de juliol de 1988 mort)
- Felice Cece (8 de febrer de 1989 - 10 de març de 2012 jubilat)
- Francesco Alfano, des del 10 de març de 2012

## Estadístiques
A finals del 2010, la diòcesi tenia 240.000 batejats sobre una població de 240.900 persones, equivalent al 99,6% del total.
| any                                             | població | població | població | sacerdots | sacerdots       | sacerdots       | sacerdots             | diaques | religiosos | religiosos | parroquies |
| ----------------------------------------------- | -------- | -------- | -------- | --------- | --------------- | --------------- | --------------------- | ------- | ---------- | ---------- | ---------- |
| any                                             | batejats | total    | %        | total     | clergat secular | clergat regular | batejats por sacerdot | diaques | homes      | dones      |            |
| arxidiòcesi de Sorrento                         |          |          |          |           |                 |                 |                       |         |            |            |            |
| 1950                                            | 72.320   | 72.320   | 100,0    | 212       | 142             | 70              | 341                   |         | 215        | 530        | 38         |
| 1970                                            | 78.317   | 78.505   | 99,8     | 153       | 91              | 62              | 511                   |         | 133        | 329        | 40         |
| 1980                                            | 94.750   | 95.600   | 99,1     | 121       | 79              | 42              | 783                   |         | 61         | 329        | 42         |
| diòcesi de Castellammare di Stabia              |          |          |          |           |                 |                 |                       |         |            |            |            |
| 1950                                            | 90.200   | 90.297   | 99,9     | 140       | 102             | 38              | 644                   |         | 46         | 253        | 37         |
| 1959                                            | 96.000   | 96.500   | 99,5     | 119       | 84              | 35              | 806                   |         | 40         | 250        | 41         |
| 1970                                            | 121.000  | 122.501  | 98,8     | 125       | 77              | 48              | 968                   |         | 63         | 377        | 44         |
| 1980                                            | 126.400  | 135.500  | 93,3     | 123       | 75              | 48              | 1.027                 |         | 94         | 391        | 47         |
| arxidiòcesi de Sorrento-Castellammare di Stabia |          |          |          |           |                 |                 |                       |         |            |            |            |
| 1990                                            | 222.000  | 226.000  | 98,2     | 217       | 140             | 77              | 1.023                 |         | 92         | 762        | 91         |
| 1999                                            | 224.000  | 227.500  | 98,5     | 195       | 129             | 66              | 1.148                 |         | 74         | 500        | 87         |
| 2000                                            | 224.200  | 226.800  | 98,9     | 198       | 136             | 62              | 1.132                 |         | 68         | 490        | 87         |
| 2001                                            | 224.000  | 226.000  | 99,1     | 197       | 136             | 61              | 1.137                 | 6       | 67         | 488        | 87         |
| 2002                                            | 236.000  | 240.000  | 98,3     | 181       | 130             | 51              | 1.303                 | 6       | 56         | 484        | 87         |
| 2003                                            | 236.190  | 240.200  | 98,3     | 176       | 131             | 45              | 1.341                 | 6       | 49         | 478        | 87         |
| 2004                                            | 237.996  | 240.146  | 99,1     | 176       | 132             | 44              | 1.352                 | 6       | 49         | 480        | 87         |
| 2010                                            | 240.000  | 240.900  | 99,6     | 169       | 132             | 37              | 1.420                 | 6       | 42         | 459        | 87         |

### Per Sorrento
- Bartolomeo Capasso, Memorie storiche della chiesa sorrentina, Nàpols 1854 (italià)
- Francesco Lanzoni, Le diocesi d'Italia dalle origini al principio del secolo VII (an. 604), vol. I, Faenza 1927, pp. 246–248 (italià)
- Giuseppe Cappelletti, Le Chiese d'Italia dalla loro origine sino ai nostri giorni, vol. XIX, Venècia 1864, pp. 675–725 (italià)
- Pius Bonifacius Gams, Series episcoporum Ecclesiae Catholicae, Leipzig 1931, pp. 926–927 (llatí)
- Konrad Eubel, Hierarchia Catholica Medii Aevi, vol. 1 Arxivat 2019-07-09 a Wayback Machine., p. 469; vol. 2 Arxivat 2018-10-04 a Wayback Machine., p. 244; vol. 3 Arxivat 2019-03-21 a Wayback Machine., p. 306; vol. 4 Arxivat 2018-10-04 a Wayback Machine., p. 324; vol. 5, p. 366; vol. 6, p. 389 (llatí)

### Per Castellammare di Stabia
- Pio Tommaso Milante, Della città di Stabia, della Chiesa stabiana e de' suoi vescovi, Nàpols 1836, Tomo I, Tomo II (italià)
- Francesco Lanzoni, Le diocesi d'Italia dalle origini al principio del secolo VII (an. 604), vol. I, Faenza 1927, pp. 245–246 (italià)
- Giuseppe Cappelletti, Le Chiese d'Italia dalla loro origine sino ai nostri giorni, vol. XIX, Venècia 1864, pp. 769–813 (italià)
- Pius Bonifacius Gams, Series episcoporum Ecclesiae Catholicae, Leipzig 1931, p. 872 (llatí)
- Konrad Eubel, Hierarchia Catholica Medii Aevi, vol. 1 Arxivat 2019-07-09 a Wayback Machine., p. 462; vol. 2 Arxivat 2018-10-04 a Wayback Machine., p. 241; vol. 3 Arxivat 2019-03-21 a Wayback Machine., pp. 303–304; vol. 4 Arxivat 2018-10-04 a Wayback Machine., pp. 140–141; vol. 5, p. 149; vol. 6, pp. 154–155 (llatí)